# Laranjeiras do Sul
Laranjeiras do Sul es un municipio brasileño del estado del Paraná. Su población estimada en 2010 es de 30.783 habitantes.